# Szong Dzsunggi
Szong Dzsunggi (hangul: 송중기, handzsa: 仲基, RR: Song Joong-ki; 1985. szeptember 19.–) dél-koreai színész, televíziós személyiség. A Sungkyunkwan Scandal című sorozattal lett ismert, majd a Running Man varietéshow állandó szereplője volt. 2012-ben főszerepet játszott a The Innocent Man című sorozatban és A farkasfiú című thrillerben.

## Élete és pályafutása

### Korai évei
A középiskolában rövidpályás gyorskorcsolyázó volt, de egy sérülés miatt abban kellett hagynia a sportot, ekkor kezdett el komolyabban a tanulásra koncentrálni. Kiváló tanuló lett, igen magas pontszámmal (400-ból 380 ponttal) került be a neves Sungkyunkwan Egyetemre. Az egyetemi rádióban műsorvezetői szerepet töltött be, ekkor kezdte érdekelni a színészet, ami miatt tanulmányi eredményei az üzleti menedzsment szakon romlani kezdtek. Ebben az időszakban részt vett egy kvízjátékban a KBS csatornán, ahol a döntőig jutott, illetve a College Tomorrow magazin címlapján is szerepelt.

### Színészet
Szong Dzsunggi (Song Junggi) 2008-ban debütált az A Frozen Flower című filmben. Ezt követően a Five Senses of Erosban kapott szerepet, majd a Triple és Will It Snow For Christmas? című sorozatokban játszott mellékszereplőként. 2009 és 2010 között a Music Bank című zenei műsor házigazdája volt a KBS csatornán, majd 2010 és 2011 között a Running Man varietéműsor egyik állandó szereplője lett.

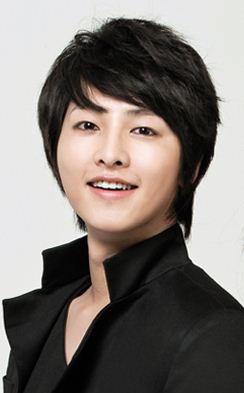
Szong (Song) 2010-ben

2010-ben az OB/GYN Doctors kórházsorozatban játszott, amit egy mozifilm, a Hearty Paws 2 követett.
Az igazi hírnevet a kosztümös Sungkyunkwan Scandal című sorozat hozta meg számára.
2011-ben egy romantikus vígjátékban, a Penny Pinchers-ben játszott.
2012-ben elvállalta a Deep Rooted Tree című sorozatban a fiatal Szedzsong király szerepét, annak ellenére, hogy csak négy epizódban játszott, mert úgy érezte, színészi játéka fejlesztése kihívást jelentő szerepekkel előrébb való, mint főszerepet vállalni. A kritikusok rendkívül pozitívan fogadták alakítását.
Szong (Song) az MBC televízió Tears of the Earth című, a Föld környezetvédelmi problémáival foglalkozó sorozatának hat részes, Tears of the Antarctic című részének narrátora volt, fizetését jótékonysági célokra ajánlotta fel.
2012-ben Song Joong-ki Asia Fan Meeting Tour – THRILL & LOVE címmel rajongó találkozót tartott Thaiföldön, Szingapúrban, kínában, Hongkongban, Tajvanon és Dél-Koreában. Ugyanebben az évben a Torontói Nemzetközi Filmfesztiválon bemutatkozó A farkasfiú című thriller címszerepében volt látható. A film a valaha volt legsikeresebb koreai melodráma lett, mintegy hétmillió eladott mozijeggyel.
A színész első televíziós főszerepét a The Innocent Man című sorozatban játszotta, ahol antihőst alakított rendkívül jó kritikai fogadtatással.

## Magánélete
Szong (Song) 2013. augusztus 27-én megkezdte kötelező sorkatonai szolgálatát a cshuncshoni (chuncheoni) bázison. Bevonulása előtt, augusztus 17-én rajongói találkozót tartott. 2017-ben nősült, 2019-ben feleségével, Szong Hjegjóval (Song Hye-gyóval) beadták a válópert.
2022. december 26-án ügynöksége megerősítette, hogy Szong (Song)nak brit barátnője van. 2023. január 30-án a színész bejelentette, hogy összeházasodtak Katy Louise Saundersszel, és hogy gyermeket várnak. A pár második gyermeke, egy kislány, 2024 novemberében jött világra Rómában.

## Filmográfia

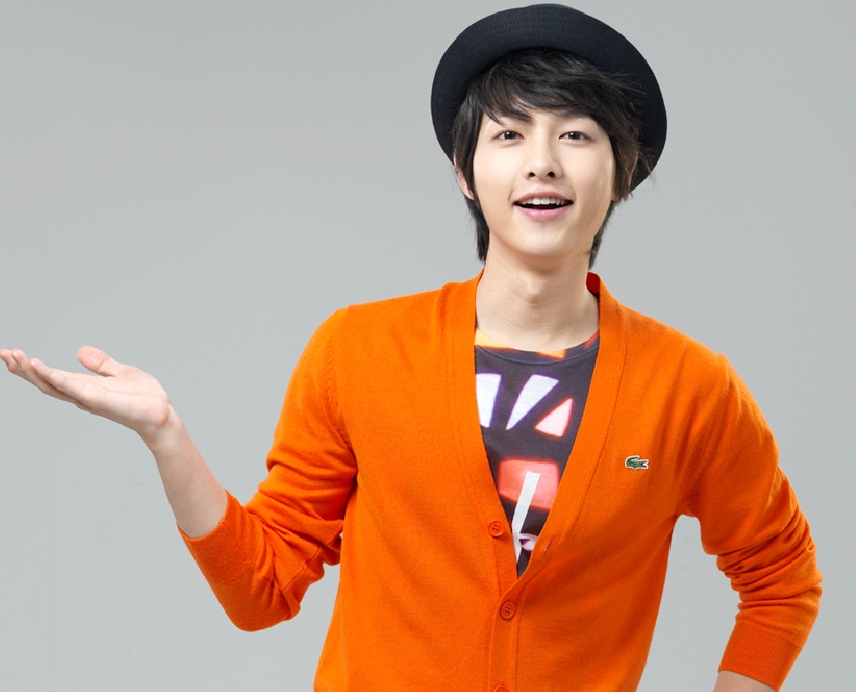
A színész 2012-ben

### Filmek
| Év   | Cím                                 | Szerep                        | Megjegyzés          |
| ---- | ----------------------------------- | ----------------------------- | ------------------- |
| 2008 | A Frozen Flower                     | No-thak (No-tak)              | mellékszereplő      |
| 2009 | Five Senses of Eros                 | Ju Dzsehjok (Yoo Jae-hyuk)    | mellékszereplő      |
| 2009 | The Case of Itaewon Homicide        | Cso Dzsongphil (Jo Jong-pil)  | mellékszereplő      |
| 2010 | Hearty Paws 2                       | Tonguk (Dong-wook)            | főszereplő          |
| 2011 | Penny Pinchers                      | Csiung (Ji-woong)             | főszereplő          |
| 2011 | Rio                                 | Blu                           | koreai szinkronhang |
| 2012 | Emperor Penguins Peng-yi and Som-yi | narrátor                      | dokumentumfilm      |
| 2012 | The Grand Heist                     | idősebb Csong-gun (Jung-goon) | cameo               |
| 2012 | A farkasfiú                         | Csholszu (Chul-soo)           | főszereplő          |
| 2017 | The Battleship Island               | Pak Mujong (Park Mu-yong)     |                     |
| 2021 | Az űrsepregetők                     | Kim Theho (Kim Tae-ho)        | főszereplő Netflix  |

### Televíziós sorozatok
| Év   | Cím                                    | Szerep                      | Csatorna | Megjegyzés              |
| ---- | -------------------------------------- | --------------------------- | -------- | ----------------------- |
| 2008 | Love Racing'                           | -                           | YTN      |                         |
| 2008 | My Precious Child                      | Csang Dzsinho (Jang Jin-ho) | KBS2     | főszereplő              |
| 2009 | Triple                                 | Csi Phungho (Ji Poong-ho)   | MBC      | mellékszereplő          |
| 2009 | My Fair Lady                           |                             | KBS2     | cameo Appearance (ep.1) |
| 2009 | Will It Snow For Christmas?            | Han Dzsijong (Han Ji-yong)  | SBS      | mellékszereplő          |
| 2010 | Obstetrics and Gynaecology Doctors     | An Gjongu (Ahn Kyung-woo)   | SBS      | mellékszereplő          |
| 2010 | Sungkyunkwan Scandal                   | Ku Jongha (Goo Yong-ha)     | KBS2     | mellékszereplő          |
| 2011 | Deep Rooted Tree                       | fiatal Szedzsong            | SBS      | mellékszereplő          |
| 2012 | The Innocent Man                       | Kang Maru                   | KBS2     | főszereplő              |
| 2016 | Thejangi huje / Descendants of Sun     | Ju Sidzsin (Yoo Shi-jin)    | KBS2     | főszereplő              |
| 2017 | Man to Man                             | banki ügyintéző             | JTBC     | cameo                   |
| 2019 | Arthdali krónikák (Arthdal Chronicles) | Unszom (Eun Seom)           | tvN      | főszereplő              |
| 2021 | A maffia ügyvédje (Vincenzo)           | Vincenzo Cassano            | tvN      | főszereplő              |

### Televíziós műsorok
| Év      | Cím                            | Hangul            | Csatorna | Egyéb                    |
| ------- | ------------------------------ | ----------------- | -------- | ------------------------ |
| 2008    | Pretty Boys: A Wrong Situation | 꽃미남 아롱사태   | Mnet     |                          |
| 2009    | Let's Go Dream Team! Season 2  | 출발 드림팀2      | KBS2     | varieté                  |
| 2009-10 | Music Bank                     | 뮤직뱅크          | KBS2     | zenei műsor, műsorvezető |
| 2010-11 | Running Man                    | 런닝맨            | SBS      | varieté                  |
| 2011    | I'm Real: Song Joong-ki        | I'm Real 송중기   | QTV      |                          |
| 2011    | Everyone Dramatic              | 에브리원 드라마틱 | MBC      |                          |
| 2011    | Made in U                      | 메이드 인 유      | jTBC     | műsorvezető              |
| 2011-12 | Tears of the Antarctic         | 남극의 눈물       | MBC      | narrátor                 |

### Videóklipek
| Év   | Előadó        | Dal címe                                                                 |
| ---- | ------------- | ------------------------------------------------------------------------ |
| 2009 | Tei           | 독설 Tokszol (Dokseol)                                                   |
| 2012 | Kim Dzsongguk | 남자가 다 그렇지 뭐 Namdzsaga ta kurohcsi mvo (Namjaga da geureohji mwo) |

## Diszkográfia
- 2012: 정말 (Csongmal (Jeongmal)) – The Innocent Man OST[49][50][51][52]

## Könyv
- 2010: 피부미남 프로젝트 (Phibuminam phurodzsekthu (Pibuminam peurojekteu))

## Díjai és elismerései
| Év   | Díj                                     | Kategória                                    | Jelölés                       | Eredmény |
| ---- | --------------------------------------- | -------------------------------------------- | ----------------------------- | -------- |
| 2010 | Style Icon Awards                       | Új stílusikon (televíziós színész)           |                               | Elnyerte |
| 2010 | SBS Entertainment Awards                | legjobb újonc varietéműsorban                | Running Man                   | Elnyerte |
| 2010 | KBS Drama Awards                        | Népszerűségi díj                             | Sungkyunkwan Scandal          | Elnyerte |
| 2010 | KBS Drama Awards                        | Legjobb páros Ju Ain (Yoo Ah-in)nal          | Sungkyunkwan Scandal          | Elnyerte |
| 2011 | Asia Model Festival Awards              | BBF Fashionista Award                        |                               | Elnyerte |
| 2011 | Barbie and Ken Awards                   | Az év Kenje                                  |                               | Elnyerte |
| 2011 | SBS Drama Awards                        | Producerek díja                              | Deep Rooted Tree              | Elnyerte |
| 2012 | Mnet 20's Choice Awards                 | 20's Male Drama Star                         | Deep Rooted Tree              | Jelölve  |
| 2012 | Style Icon Awards                       | Stílusikon                                   |                               | Elnyerte |
| 2012 | Korean Culture and Entertainment Awards | Kiválóság-díj, színész                       | The Innocent Man              | Elnyerte |
| 2012 | K-Drama Star Awards                     | Kiválóság-díj, színész                       | The Innocent Man              | Elnyerte |
| 2012 | KBS Drama Awards                        | legjobb páros Mun Cshevon (Moon Chae-won)nal | The Innocent Man              | Elnyerte |
| 2012 | KBS Drama Awards                        | Internetezők díja                            | The Innocent Man              | Elnyerte |
| 2012 | KBS Drama Awards                        | Kiválóság-díj, színész                       | The Innocent Man              | Elnyerte |
| 2013 | Paeksang Arts Awards                    | legjobb színész                              | A farkasfiú                   | Jelölve  |
| 2013 | Nickelodeon Korea Kids' Choice Awards   | Kedvenc színész                              |                               | Elnyerte |
| 2013 | Mnet 20's Choice Awards                 | 20's Male Movie Star                         | A farkasfiú                   | Jelölve  |
| 2013 | Seoul International Drama Awards        | Kiemelkedő koreai színész                    | The Innocent Man              | Jelölve  |
| 2013 | Seoul International Drama Awards        | Kiemelkedő sorozatbetétdal                   | Really (The Innocent Man OST) | Jelölve  |

## Fordítás
- Ez a szócikk részben vagy egészben  a   Song Joon-ki című angol Wikipédia-szócikk fordításán alapul.  Az eredeti cikk szerkesztőit annak laptörténete sorolja fel. Ez a jelzés csupán a megfogalmazás eredetét és a szerzői jogokat jelzi, nem szolgál a cikkben szereplő információk forrásmegjelöléseként.